# Pholcus jixianensis
Espèce
Pholcus jixianensis est une espèce d'araignées aranéomorphes de la famille des Pholcidae.

## Répartition
Cette espèce est endémique de la municipalité de Tianjin en Chine,.

## Systématique
Le nom valide complet (avec auteur) de ce taxon est Pholcus jixianensis Zhu (d) & Yu, 1983. Cette description a été faite dans une publication coécrite avec Mao (d).

### Étymologie
Son nom d'espèce, composé de jixian et du suffixe latin -ensis, « qui vit dans, qui habite », lui a été donné en référence au lieu de sa découverte.

### Publication originale
- (zh) Zhu, Mao & Yu, « [Two new species of spiders of the genus Pholcus from China (Araneae: Pholcidae)] », Journal of Bethune Medical University, 1983, vol. 9, Supplement, p. 135-137.